# دون ليفينغستون
دون ليفينغستون هو مستشار سياسي وسياسي أسترالي، ولد في 1 أكتوبر 1948 في كينغاروي في أستراليا، وتوفي في 14 أكتوبر 2015 في إبسوتش في أستراليا بسبب سرطان المعدة. نشط حزبياً في حزب العمال الأسترالي. وقد انتخب عضو المجلس التشريعي لولاية كوينزلاند ‏ عن دائرة Electoral district of Ipswich West ‏ (17 فبراير 2001 – 9 سبتمبر 2006) وانتخب عضو المجلس التشريعي لولاية كوينزلاند ‏ عن دائرة Electoral district of Ipswich West ‏ (2 ديسمبر 1989 – 13 يونيو 1998).